# Kľače
Kľače – wieś (obec) na Słowacji położona w kraju żylińskim, w okręgu Żylina nad rzeką Rajčanka w Kotlinie Rajeckiej. Pierwsze wzmianki o miejscowości pochodzą z roku 1511.
Według danych z dnia 31 grudnia 2010, wieś zamieszkiwało 366 osób, w tym 192 kobiety i 174 mężczyzn.
W 2001 roku rozkład populacji względem narodowości i przynależności etnicznej wyglądał następująco:
- Słowacy – 98,92%
- Czesi – 0,81%
- Polacy – 0,27%